# De mollige marmotten
De mollige marmotten is een stripverhaal uit de reeks van Suske en Wiske. Het is geheel gemaakt door Paul Geerts, vermoedelijk in 1994; in dat jaar verscheen het in de negende editie van het Familiestripboek.
Er is ook een speciale uitgave met Milky Way-logo en adresgegevens van Mars Veghel NL. Deze uitgave werd gerealiseerd door Standaard Special Projects en verscheen in 1995.

## Locaties
- Oostenrijkse Alpen, Tirol, Großglockner, Hochtor, Pasterze (gletsjer)

## Personages en uitvindingen
- Suske, Wiske, Lambik, Jerom, Tobias, Dolly, Sep[1], marmotten, steenbokken, boeven, bewaker

## Het verhaal
Het is bijna volle maan en Sep, een Tiroler, heeft lang op dit moment gewacht. Tobias wordt samen met Dolly door toeristen achtergelaten in de bergen. Lambik, Jerom, Suske en Wiske zijn voor een vijfdaagse tocht door de bergen ook in Oostenrijk. Tante Sidonia is in het hotel gebleven. De vrienden komen bij Sep en als hij de vrienden een overnachting in zijn hut weigert wordt Lambik kwaad. Hierdoor valt Sep en verstuikt hij zijn enkel, hij vertelt de vrienden dat in de zestiende eeuw gevangenen in Salzburg veroordeeld werden tot de galeien. Ze werden geketend over het bergmassief, het Hochtor, naar Venetië gedreven. Enkele misdadigers wisten te ontsnappen en ze doodden hun bewakers. De boeven gingen op zoek naar het goud in de bergen bij de Grossglockner route, die ook wel de gouden bergen genoemd worden. Ze kwamen in een lawine en vroren in, maar kunnen eens in de honderd jaar terugkeren om naar het goud te zoeken.
Sep laat de vrienden in de hut overnachten als ze in zijn plaats op zoek gaan en bewijzen dat de legende klopt. Tobias brengt Dolly naar een grot, maar ze is erg zwak en Tobias huilt bij de volle maan. Zijn gehuil wordt door marmotten gehoord en ze gaan naar Tobias om te helpen. Ze brengen Tobias en Dolly naar hun huis en vertellen dat ze zich vreemd voelen en kunnen spreken. De vrienden gaan de volgende dag op pad om Sep te helpen met zijn zoektocht naar bewijs voor de legende. Ze komen bij de Pasterze, een gletsjer, en dalen af. Maar Wiske glijdt uit en sleept Suske mee in haar val. Tobias ziet hen en gaat hen achterna om te helpen. Hij komt in het binnenste van de gletsjer terecht en ziet een woeste bende uit de ijswand komen. Samen met Suske en Wiske kan Tobias ontkomen aan de bende en met een marmot gaat Tobias hulp halen. Suske en Wiske gaan verder de berg op.
Lambik en Jerom ontmoeten een sprekende steenbok die vertelt dat hij met volle maan kan spreken. Honderd jaar geleden gebeurde dit bij zijn voorvaderen ook. De steenbokken helpen met de zoektocht naar de kinderen. Dan zien ze Tobias en hij vertelt dat Suske en Wiske in gevaar zijn. Suske en Wiske worden ingesloten door de boeven, maar dan arriveren Lambik en Jerom op de steenbokken. Ze verslaan de boeven, maar Wiske wordt door één boef gevangengenomen. Jerom breekt de ijswand open en hierachter verschijnt een goudglans. Doordat de boeven alleen nog oog hebben voor het goud kan Wiske ontsnappen. Dan verschijnt een bewaker van de boeven, die gezworen heeft zich te wreken op de mannen die hem hebben vermoord.
Dolly en Tobias komen met de marmotten en een kist aangesneld. In de kist zitten dynamietstaven die achtergebleven zijn bij de aanleg van de Grossglochnerweg in 1933. Ze willen de goudberg achter de ijsberg laten instorten, zodat niemand er meer bij kan. Er zullen mensen die belust zijn op goud en macht op af komen nu de goudader vrij is gekomen door de kracht van Jerom, en dit zal alleen maar voor ellende zorgen. De bewaker haalt een hendel over en hierdoor stroomt goud uit de ijswand. Wiske kan Suske uit de goudmassa trekken en gaat op zoek naar Lambik, maar dan laten de marmotten het dynamiet ontploffen. Jerom redt de kinderen en Tobias ruikt Lambik al snel onder de sneeuw en puinhopen. Lambik bedankt Tobias en ze gaan naar de hut van Sep. Als Sep hoort dat de legende waar is vraagt hij of ze goud hebben meegenomen. De vrienden hebben alleen zwaarden en een knots, maar in de vacht van Tobias zitten nog wat goudstukjes. Tobias en Dolly mogen voor altijd bij Sep blijven wonen.